# Lejkówka czekoladowa
Lejkówka czekoladowa (Clitocybe cacabus (Fr.) Gillet) – gatunek grzybów z rzędu pieczarkowców (Agaricales).

## Systematyka i nazewnictwo
Pozycja w klasyfikacji według Index Fungorum: Clitocybe, Incertae sedis, Agaricales, Agaricomycetidae, Agaricomycetes, Agaricomycotina, Basidiomycota, Fungi.
Po raz pierwszy opisał go w 1838 r. Elias Fries, nadając mu nazwę Agaricus cacabus. W 1874 r. Claude-Casimir Gillet przeniósł go do rodzaju Clitocybe. Synonimy:
- Agaricus cacabus Fr. 1838
- Omphalia cacabus (Fr.) Quél. 1886

Nazwę polską zaproponował Władysław Wojewoda w 2003 r.

## Występowanie i siedlisko
Gatunek bardzo rzadki. W Polsce do 2024 r. jedyne stanowisko podała Maria Lisiewska w 1966 r. w Wolińskim Parku Narodowym.
Naziemny grzyb saprotroficzny. Występuje w lasach pod sosnami.